# Estación de Larva
Larva es una estación ferroviaria situada en el municipio español de Cabra del Santo Cristo, en la provincia de Jaén, comunidad autónoma de Andalucía. Actualmente no dispone de servicio de viajeros, tras la eliminación de la parada de los trenes Media Distancia, aunque puede ser utilizada como apartadero para efectuar cruces entre trenes de viajeros y de mercancías.

## Situación ferroviaria
La estación se encuentra en el punto kilométrico 70,80 de la línea férrea de ancho ibérico Linares Baeza-Almería a 640 metros de altitud, entre las estaciones de Los Propios y Cazorla y de Huesa.

## Historia
La estación fue inaugurada el 15 de marzo de 1899 con la apertura del tramo Quesada-Larva de la línea de férrea que pretendía unir Linares con el puerto de Almería hecho que no se alcanzó hasta 1904 dadas las dificultades encontradas en algunos tramos. Su construcción corrió a cargo de la Compañía de los Caminos de Hierro del Sur de España, que mantuvo su titularidad hasta 1929, cuando pasó a ser controlada por la Compañía de los Ferrocarriles Andaluces. «Andaluces», como así se le conocía popularmente ya llevaba años explotando la línea tras serle arrendada la misma en 1916. Un alquiler no demasiado ventajoso y que se acabó cerrando con la anexión de la compañía. En 1936, durante la Segunda República, Andaluces fue incautada por el Estado debido a sus problemas económicos y asignada la gestión de sus líneas férreas a la Compañía Nacional de los Ferrocarriles del Oeste. Esta situación no duró mucho ya que en 1941, con la nacionalización de toda la red ferroviaria española, la estación pasó a manos de RENFE.
Desde el 31 de diciembre de 2004 Renfe Operadora explota la línea mientras que Adif es la titular de las instalaciones ferroviarias.
Desde el 2 de junio de 2013 deja de prestar servicio debido a la supresión de por parte del ministerio de Fomento de los servicios de Media Distancia que tenían parada en la estación.